# 20 mm Type 98
Il cannone automatico antiaereo da 20 mm Type 98 (giapp. 九八式二十粍高射機関砲) era il cannone automatico antiaereo leggero più diffuso presso l'Esercito imperiale giapponese durante la seconda guerra mondiale, impiegato anche come arma anticarro e di appoggio alla fanteria. Il nome era dovuto all'anno di adozione da parte dell'Esercito imperiale, anno imperiale 2598, corrispondente al 1938 del calendario gregoriano.

## Descrizione
Il Type 98 fu prodotto in 2.500 unità ed era uno dei cannoni più utilizzati dall'Esercito imperiale giapponese, costituendone l'80% del parco antiaereo leggero. Il primo impiego operativo si ebbe nella battaglia di Khalkhin Gol, dopo di che il pezzo rimase in uso per tutta la durata della seconda guerra mondiale.
L'arma era in calibro 20 mm, con una canna lunga 70 calibri che consentiva una velocità alla volata di 950 m/s. La gittata massima orizzontale era di 5.500 m, mentre nel tiro antiaereo la quota utile era di 3.500 m.

## Munizionamento
- Type 100 anticarro AP tracciante: proiettile da 162 g, munizione completa pesante 431 g.
- Type 100 antiaerea HE tracciante autodistruggente: proiettile da 136 g, munizione completa pesante 405 g.